# G. P. Fred Mengoni
El G. P. Fred Mengoni fue una carrera ciclista profesional de una sola etapa que se disputaba anualmente en Castelfidardo, en la región de Marcas (Italia), en el mes de agosto.
Se comenzó a disputar en 2001 como carrera amateur y ya a partir del 2002 ascendió al profesionalismo en la categoría 1.3. Con la creación de los Circuitos Continentales UCI en 2005 se incorporó al UCI Europe Tour en la categoría 1.1 hasta su última edición profesional en 2006. En 2007 fue amateur. Durante su periodo profesional (2002-2006) también perteneció a la Due Giorni Marchigiana, de hecho durante esos años se llamó oficialmente 2 Giorni Marchigiana/GP Fred Mengoni.

## Palmarés
En amarillo: edición amateur.
| Año  | Ganador          | Segundo           | Tercero           |
| ---- | ---------------- | ----------------- | ----------------- |
| 2001 | Fabio Bulgarelli |                   |                   |
| 2002 | Danilo Di Luca   | Bo Hamburger      | Sylwester Szmyd   |
| 2003 | Alessio Galletti | Bo Hamburger      | Fortunato Baliani |
| 2004 | Damiano Cunego   | Daniele Nardello  | Cristian Moreni   |
| 2005 | Luca Mazzanti    | Francesco Failli  | Lorenzo Bernucci  |
| 2006 | Andrea Tonti     | Rinaldo Nocentini | Santo Anzà        |
| 2007 | Matteo Scaroni   | Davide Bonucelli  | Antonino Puccio   |
| 2008 | Aleksej Catevič  | Paolo Tomaselli   | Maciej Paterski   |

## Palmarés por países
| País   | Victorias |
| ------ | --------- |
| Italia | 7         |